# Ambu (azienda)
Ambu, o ufficialmente Ambu A/S, è un'azienda danese che sviluppa, produce e commercializza soluzioni endoscopiche monouso, apparecchiature diagnostiche e di supporto vitale per ospedali, studi privati e servizi di soccorso.
È stata fondata in Danimarca nel 1937, come Testa Laboratorium, dall'ingegnere tedesco Holger Hesse. Il settore maggiore in cui la società è attiva è l'anestesia, cardiologia e neurologia con accessori per la ventilazione meccanica e con gli elettrodi per l'elettrocardiogramma e per la neurofisiologia.

## Storia
La pietra miliare storica di Ambu è stata l'invenzione del rianimatore nel 1954 da parte dell'anestesista danese Henning Ruben e dell'ingegnere tedesco Holger Hesse. Oltre ai prodotti per la ventilazione (maschere facciali, maschere laringee, valvole PEEP, LifeKey), Ambu sviluppa anche prodotti per il settore cardiologico Ambu dispone di una selezione di elettrodi ECG utilizzati anche sulla stazione spaziale russa MIR. Ambu è nota anche per i suoi fantocci da addestramento e pratica per misure di rianimazione di base (Rianimazione cardiopolmonare (BLS)) e misure di emergenza avanzate (Advanced Life Support (ALS)). Un noto dispositivo di allenamento è il cosiddetto AmbuMan.

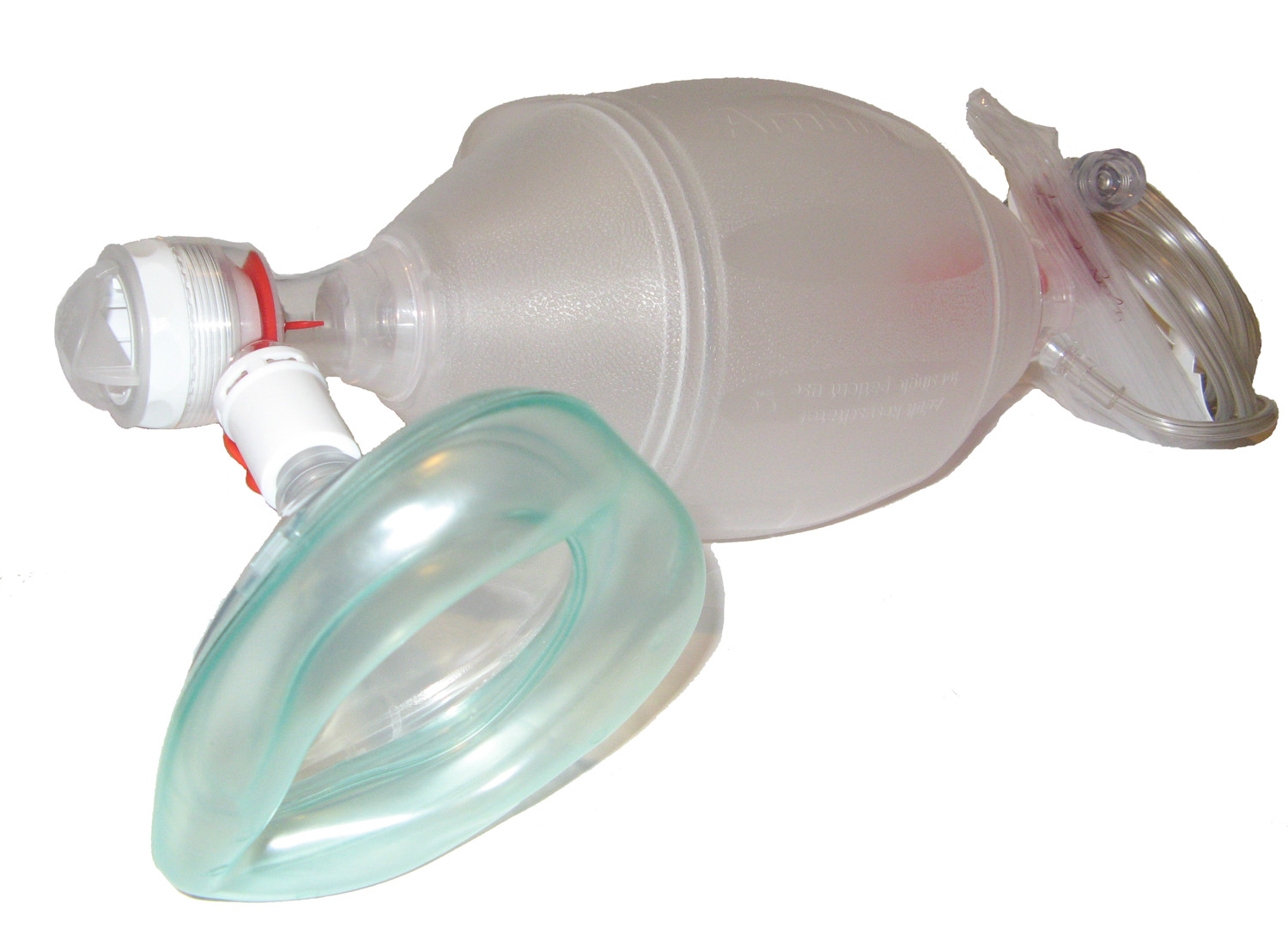
Un pallone autoespandibile noto come "Ambu Bag" o semplicemente "Ambu"

Altri settori di attività comprendono la neurologia (elettrodi ad aghi e di superficie per elettromiografia (EMG), elettroencefalografia (EEG), ecc.) e l'immobilizzazione (supporti cervicali).
Le azioni di Classe B della società sono quotate alla Borsa di Copenaghen nell'indice Small Cap (dal 1 giugno 2006, precedentemente nell'indice Mid Cap). Circa il 70% del capitale azionario con diritto di voto, costituito da azioni di classe A con diritto di voto multiplo, è nelle mani di quattro discendenti dei fondatori della società.
Nell'anno finanziario 2007/2008 terminato il 30 settembre 2008, 1397 dipendenti hanno generato un fatturato di 784 milioni di DKK, nell'anno finanziario 2004/2005 i dipendenti erano 1280 e il fatturato è stato di 654 milioni di DKK, corrispondenti a 87,68 milioni di euro. Il 98% delle vendite sono generate all'esterno. I prodotti per la ventilazione hanno contribuito per quasi il 40% alle vendite nell'anno finanziario 2005/2006, i prodotti per la cardiologia il 37%, i prodotti per la neurologia il 9%, i fantasmi per l'addestramento e i prodotti per l'immobilizzazione il 7 % ciascuno. Circa il 60% dei dipendenti lavora nei siti produttivi di Xiamen, Cina e Penang, Malaysia, e il 27% dei dipendenti lavora in Danimarca. In Danimarca, Ambu produce negli stabilimenti di Ballerup e Ølstykke.